# 梁塵秘抄
『梁塵秘抄』（りょうじんひしょう）是平安時代末期編纂的歌謠集。今樣歌謠的集成。編者是後白河法皇，成立於治承年間（1180年前後）。

## 經緯
後白河法皇從少年時代就喜好稱作今樣的歌謠。召集優秀的歌者學習歌謠，因擔心死後失傳，將其收集成書。還有口傳集十卷記載歌謠的歷史等。

## 構成・內容
『本朝書籍目録』中記載全書共20卷，一般認為『梁塵秘抄』是由本編10卷、口傳集10卷所構成。但是，現存部分僅少。關於口傳集卷第十一以降的部分有許多不明之處，佐佐木信綱認為卷第十一～卷第十四並非後白河法皇自撰。

### 本編
本編僅存卷第一的斷簡和卷第二。歌數卷第一21首、卷第二545首、共566首。因有所重複，所以，實際的歌數有稍微減少。卷第一的最初記載「長唄10首、古柳34首、今樣265首」，所以，卷第一的完本應有309首。
大多數的歌是七五調四句、八五調四句，或其他變調。但是，也有五七五七七調，形態相當多樣。

### 口傳集
口傳集是後白河院口傳的各類歌謠的記載。現存的部分只有卷第一僅少、卷第十、卷第十一～第十四。

## 各卷內容

### 本編

#### 卷第一
僅存21首。

#### 卷第二
存545首。抄本現存1冊。

#### 卷第三～卷第十
欠卷

### 口傳集

#### 口傳集 卷第一
僅存文庫版兩頁。記載神樂・催馬樂・風俗・今樣的起源。

#### 口傳集 卷第二～卷第九
欠卷。據傳記載娑羅林・片下・早歌・初積・大曲・足柄・長歌・田歌等內容。

#### 口傳集 卷第十
撰者後白河法皇和今樣的關係。

#### 口傳集 卷第十一～卷第十四
記載歌唱方法的心得、音律、拍子等，但是，內容難解。卷十一又稱『郢曲抄』。

## 關連項目
- 日本文學